# Smołdzino (stacja kolejowa)
Smołdzino (niem. Schmolsin) – zlikwidowana stacja kolejowa w Smołdzinie, w województwie pomorskim, w Polsce. Było stacją końcową na inili Komnino – Smołdzino oraz linii z Słupska przez Żelkowo do Smołdzina.

## Historia
Stację wybudowano w 1897 roku jako stację końcową na wąskotorowej linii Słupsk – Smołdzino (750 mm). W 1902 roku oddano do użytku wąskotorową linię Siecie–Wierzchocino – Smołdzino. W 1913 roku przekuto linie kończące się na stacji na rozstaw normalnotorowy.
Ruch na linii zawieszono i stację zamknięto 23 lutego 1945.